# Firth Park
Firth Park – dzielnica w Sheffield, w Anglii, w South Yorkshire, w dystrykcie metropolitalnym Sheffield. W 2011 dzielnica liczyła 21 141 mieszkańców.